# Calathea erythrolepis
Calathea erythrolepis är en strimbladsväxtart som beskrevs av Lyman Bradford Smith och Idrobo. Calathea erythrolepis ingår i släktet Calathea och familjen strimbladsväxter. Inga underarter finns listade.